# Laura Mulvey
Laura Mulvey, född 15 augusti 1941, är en brittisk filmteoretiker inom främst feministisk filmteori. Mulvey är professor i film- och mediastudier vid Birkbeck universitet i London och har tidigare arbetat vid British Film Institute.
Mulvey är mest uppmärksammad för sin essä "Visual Pleasure and Narrative Cinema" i den filmteoretiska tidningen Screen 1975. I den myntade hon begreppet the male gaze, som på svenska är känt som den manliga blicken.

## Biografi
Mulvey var på 1970- och 1980-talet aktiv som avantgardistisk filmskapare. Tillsammans med sin make Peter Wollen skrev hon manus till och regisserade hon ett halvdussin filmer. Hennes senaste film kom 1991.

### Filmskapande
Penthesilea: Queen of the Amazons (1974) var Mulveys och Wollens första film. Här försökte Mulvey länka samman sina egna feministiska skrivande omkring amasonmyten med Allen Jones konst. I Mulveys texter fokuserades kring teman som manliga fantasier, symboliskt språk, kvinnor i förhållande till män och den patriarkala myten. Båda filmskaparna var intresserade av att utforska både ideologin bakom och strukturen i mytologiserande, dess position i den nutida kulturen och modernistiska begrepp.
I 1977 års Riddle of the Sphinx kopplade Mulvey och Wollen samman de "modernistiska formerna" med ett narrativ som utforskade feminismen och den psykoanalytiska teorin. Filmen uppmärksammades för sin framlyftande av filmkonsten som en arena där den kvinnliga erfarenheten kunde uttryckas.
Amy! (1980) utformades som en hyllning till flygpionjären Amy Johnson, utöver att man fortsatte att urforska ämnena från parets tidigare filmer. Ett grundtema i filmen är hur kvinnor som kämpar för att nå fram till det offentliga erkännandet, på vägen dit måste växla mellan de manliga och kvinnliga världarna.
1982 års Crystal Gazing är exempel på ett mer spontant filmskapande, med utopismen som ämne. Många inslag i filmen arbetades fram efter att filmproduktionen inletts. Filmen fick ett gott mottagande men saknade det feministiska grundtänk som varit basen i parets tidigare filmer.
De två sista filmerna av duon Mulvey/Wollen blev Frida Kahlo and Tina Modotti och The Bad Sister, båda från 1982. Där återkom de till den feministiska tematiken. Den sistnämnda filmen producerades för Channel 4, efter en roman av Emma Tennant.
1991 återkom Mulvey till filmskapandet med Disgraced Monuments, som hon regisserade i lag med Mark Lewis. Filmen undersöker ödet för revolutionsmonumenten i Sovjetunionen efter kommunismens fall.

### Filmteori

#### Den manliga blicken
Mulvey är mest känd för sin essä "Visual Pleasure and Narrative Cinema", som skrevs 1973 och publicerades två år senare i den inflytelserika brittiska filmtidskriften Screen. Essän har senare återtryckts i ett antal antologier och essäsamlingar. Texten, som är inspirerad av Sigmund Freuds och Jacques Lacans teorier, var en av de första som introducerade en psykoanalytisk vinkel inom den filmteoretiska forskningen. Jean-Louis Baudry och Christian Metz hade redan arbetat i den här riktningen, men Mulvey bidrog med en feministisk komplettering till teoribygget. Essän populariserade begreppet "den manliga blicken" (engelska: male gaze), en term som sedermera kommit att spridas även utanför filmvetenskapen. Den användes första gången 1972 i den engelske konstkritikern John Bergers i den BBC-producerade filmserien Ways of Seeing, som del av hans analys av hur aktstudier hanterats genom den europeiska konsthistorien.
Laura Mulvey menar att hon använder Freuds och Lacans koncept som ett "politiskt vapen", som argument för att produktionsapparaten hos den klassiska Hollywoodfilmen alltid lät åskådaren se filmen utifrån en maskulin subjektsposition. Där fungerade den kvinnliga gestalten på filmduken som ett åtråvärt väsen och objekt för "den manliga blicken". På sin tid (1910- till 1960-talet) uppmuntrades åskådarna till att identifiera sig med den viktigaste rollfigurerna, vilka då som nu i första hand varit män. Under 1950- och 1960-talet kodades kvinnliga rollfigurer i Hollywoodproduktioner in i en sorts "se-på-mig-het", medan kamerans position och den manliga betraktaren lade beslag på den dominerande synvinkeln i berättelsen. Mulvey säger sig kunna se två skilda sorters manlig blick i den klassiska Hollywoodfilmen – en "voyeuristisk" (med kvinnan som en bild att betrakta) och en "fetischistisk" (med kvinnan som en ersättning för betraktarens "saknad", sålunda en sorts underliggande kastrationsångest).

#### Skoptofili
I relation till intresset för Hollywoods filmproduktion använder Mulvey begreppet skoptofili. Konceptet, som introducerades 1905 av Freud i  Sexualteori. Tre studier i sexualteoretiska frågor, refererar både till njutningen av att betrakta och njutningen av att bli sedd, vilka enligt honom är två grundläggande mänskliga drifter. Skoptofilin är sexuell till sin natur och har voyeuristiska, exhibitionistiska och narcissistiska övertoner, och den förklarar hur presentationen på filmduken kan hålla kvar den manliga åskådarens intresse. Enligt Anneke Smelik, professor vid Raboud University, är det just anammandet av voyeurismen och narcissismen som i den klassiska filmen driver på lusten att betrakta. Den narcissistiska njutningen kan uppstå genom en självidentifikation med bilden (det sedda). Enligt Mulvey projicerar manliga åskådare sig själva på de manliga huvudrollsfigurerna. Detta gör att de indirekt kommer att "äga" kvinnan på filmduken.
Vidare utforskar Mulvey begreppet skoptofili utifrån två axlar, där den ena är aktiviteten och den andra passiviteten. Det här binära motsatsförhållandet är enligt henne genusstyrt. Manliga rollfigurer ses här som aktiva och med makt; de har agentskap och berättelsen utspelas runt omkring dem. Däremot presenteras kvinnor som passiva och maktlösa; de är föremål för andras längtan och existerar enbart för den manliga lustens/njutningens skull. Kvinnorna placeras sålunda i en exhibitionistisk roll. Detta perspektiv återkommer ständigt i det omedvetna patriarkala samhället.

#### Kastrationsångest och Lacans koncept
Genom fetischeringen bidrar den manliga blicken till att undanröja hotet från kastrationsångesten.
Enligt Mulvey består bilden av "kvinnan" av en paradox: Både lockelse och förförelse, men också för frånvaron av en fallos, vilket resulterar i kastrationsångest. Ångesten löses genom fetischism och genom den narrativa strukturen. Via den narrativa strukturen löses det genom att den kvinnliga karaktären på något sätt befinns skyldig. Mulvey exemplifierade detta med Alfred Hitchcocks i Studie i brott (1958) och Josef von Steinbergs Marocko (1930), där den kvinnliga karaktären i den första filmen dör, att den kvinnliga karaktären i Hitchcocks Marnie (1964) gifter sig med den manliga protagonisten. Genom att fetischisera den kvinnliga kroppen kan uppmärksamheten från kvinnans avsaknad av fallos avledas och därmed rendera kvinnan som ett ofarligt objekt av ren skönhet istället för ett hot.
Mulvey utforskar också Lacans koncept om ego-skapelsen och spegelstadiet. Hos Lacan finner barnet nöje i att identifiera sig med den perfekta bilden som spegeln återskapar; detta skapar barnets ideala bild av egot. Hos Mulvey är denna sinnebild i linje med sättet som åskådaren av en film når narcissistisk tillfredsställelse i att identifiera sig med en mänsklig gestalt på duken/skärmen – den manliga rollfiguren.

### Kritik och senare teorier
Mulveys "Visual Pleasure and Narrative Cinema" har varit mycket inflytelserik, både inom och utom senare decenniers filmvetenskap, och den var fram till mitten av 1980-talet var den centrum i en pågående debatt i ämnet. Kritiker till teorin om den manliga blicken pekade på att den antyder att klassisk Hollywoodfilm per definition blir omöjlig som lämplig underhållning för kvinnor. Man påpekade att teorin endast skiljde mellan den grundläggande könsuppdelningen mellan män och kvinnor (jämför essentialism), och inte inkluderade en vinkel på HBTQ-frågor och alternativa genusidentiteter.
Till följd av ovanstående kritik återkom Mulvey 1981 med artikeln "Afterthoughts on 'Visual Pleasure and Narrative Cinema' inspired by King Vidor's Duel in the Sun (1946)". I denna text lyfte hon fram en metaforisk transvestism, där den kvinnliga betraktaren skulle kunna växla mellan en manligt och en kvinnligt kodad utgångspunkt. Denna utveckling har även lett till senare teorier omkring hur homo- och bisexuella betraktare kan hantera sin konsumentposition.
Mulveys ursprungliga essä skrevs före senare års studier omkring massmediekonsumtion och den komplexa relationen mellan fans och skådespelare. Queerteoretiker som Richard Dyer har i mångt och mycket utgått från Mulvey, i sina studier kring hur homosexuella kvinnor och män relaterar till sina idoler.
En annan kritik utgår från Mulveys tanke att den primära blicken endast är manlig och heterosexuell. Detta har lett till den senare idén omkring ett alternativt perspektiv, under beteckningen den kvinnliga blicken (the female gaze).

## Filmografi
Nedanstående filmer är alla utom den sista med manus och regi av Laura Mulvey i samarbete med Peter Wollen.
- Penthesilea: Queen of the Amazons (1974)
- Riddles of the Sphinx (1977 – kanske parets mest inflytelserika film)
- Amy! (1980)
- Crystal Gazing (1982)
- Frida Kahlo and Tina Modotti (1982)
- The Bad Sister (1982)
- Disgraced Monuments (1991; manus ihop med Mark Lewis)